# 十和田市民の歌 -花がみどりが-
「十和田市民の歌 -花がみどりが-」（とわだしみんのうた はながみどりが）は、青森県十和田市が制定した2代目の市民歌である。作詞・岡本玨良、作曲・本間雅夫。
本記事では（旧）十和田市と新設合併した十和田湖町が制定していた町民歌についても解説する。

## 解説
1955年（昭和30年）に「三本木市」の名称で市制を施行し、翌1956年9月の制定からわずか1ヶ月余りで「十和田市」への市名改称により廃止された「三本木市民歌」以来19年ぶり2代目の市民歌である。1975年（昭和50年）、十和田市では市制20周年を記念して10月14日に「十和田市市民憲章」を採択し、その記念として新市民歌「花がみどりが」を制定した。作詞者の岡本玨良（おかもと かくら、1928年 - 2020年）は市内で活動していた川柳作家で、作曲者の本間雅夫（1930年 - 2008年）は深浦町出身の作曲家。
制定時にポリドール（のちユニバーサルミュージック）がA面に市民憲章の朗読と市民歌、B面に南部藩一帯の伝統芸能「さんさ踊り」を収録したシングル盤（規格品番：DI 1283）を製造した。

### 新設合併後の扱い
（旧）十和田市は2005年（平成17年）1月1日を以て上北郡十和田湖町と新設合併し（新）十和田市が発足した。合併前の旧市町が制定した市町民歌の取り扱いに関しては、合併協議会において一切の取り決めが無いため「花がみどりが」と十和田湖町が制定していた「町民の歌」に関しては地位が不明確な状態に置かれている。
なお「花がみどりが」と同時に制定された（旧）市民憲章は新設合併と同時に廃止され、2007年（平成19年）11月30日に新たな市民憲章が制定されている。

## 町民の歌（十和田湖町）
十和田湖町の「町民の歌」（ちょうみんのうた）は、町名を「十和田町」としていた1965年（昭和40年）に町章および「十和田町音頭」と併せて「十和田町民の歌」の表題で制定された。作詞・行武雅之、作曲・岩代浩一。
町民歌と町民音頭のいずれも、森田五成『十和田国立公園』に歌詞が収められている。1975年（昭和50年）に十和田市や秋田県にかつて存在し鹿角市へ編入された同名自治体との混同を避けることもあり、町名に十和田湖の「湖」を加えて「十和田湖町」とした際に地名を除いた「町民の歌」へ改題されているが、歌詞の変更は行われていない。
（旧）十和田市との新設合併後、市役所高齢介護課高齢者総合支援室が作成した「いきいき体操」では大津美子とロイヤルナイツが歌唱する旧「町民の歌」がBGMに使用されている。